# Bjarne Solbakken
Bjarne Solbakken (ur. 18 maja 1977 w Ålesund) – norweski narciarz alpejski. Najlepsze wyniki w Pucharze Świata osiągnął w sezonie 2003/2004, kiedy to zajął 11. miejsce w klasyfikacji generalnej, a w klasyfikacji zjazdu był czwarty. Najlepszym wynikiem Solbakkena na mistrzostwach świata było 10. miejsce w supergigancie na mistrzostwach w Sankt Anton. Najlepszym wynikiem na Igrzyskach Olimpijskich było 5. miejsce w supergigancie na Igrzyskach w Salt Lake City.
W 2008 r. zakończył karierę.

## Sukcesy

### Puchar Świata

#### Miejsca w klasyfikacji generalnej
- 1999/2000 – 74.
- 2000/2001 – 58.
- 2001/2002 – 52.
- 2002/2003 – 53.
- 2003/2004 – 11.
- 2004/2005 – 52.
- 2005/2006 – 72.

#### Miejsca na podium
1. Vail 5 grudnia 2003 (zjazd) – 2. miejsce
2. Vail – 7 grudnia 2003 (supergigant) – 1. miejsce
3. Flachau 3 stycznia 2004 (gigant) – 3. miejsce
4. Kvitfjell 7 marca 2004 (supergigant) – 2. miejsce